# ویلیام بندیکس
ویلیام بندیکس (انگلیسی: William Bendix؛ ‏ ۱۴ ژانویهٔ ۱۹۰۶ – ۱۴ دسامبر ۱۹۶۴) هنرپیشه اهل ایالات متحده آمریکا بود.
از فیلم‌ها یا برنامه‌های تلویزیونی که وی در آن نقش داشته است، می‌توان به داستان بازرس، گوی بلورین، مأموریت خطرناک و سرقت بزرگ  اشاره کرد.

## مرگ
بندیکس در سال 1964 در سن 58 سالگی در لس آنجلس در اثر یک بیماری مزمن معده که منجر به سوء تغذیه و در نهایت ذات الریه لوبار شد، درگذشت.